# Rejon pyriatyński
Rejon pyriatyński – jednostka administracyjna w składzie obwodu połtawskiego Ukrainy.
Powstał w 1923. Ma powierzchnię 864 km² i liczy około 37 tysięcy mieszkańców. Siedzibą władz rejonu jest Pyriatyn.
W skład rejonu wchodzą 1 miejska rada oraz 13 silskich rad, obejmujących 51 wsi.